# 290 Dywizja Strzelecka (ZSRR)
290 Dywizja Strzelecka (ros. 290-я стрелковая дивизия) – związek taktyczny piechoty Armii Czerwonej.
Sformowana w lipcu 1941 roku w Kalazinie. Walczyła m.in. pod Lenino współdziałając z polską 1 Dywizją Piechoty.
Odznaczona Orderem Czerwonego Sztandaru, Orderem Suworowa II klasy i Orderem Kutuzowa II klasy.
Rozformowana we wrześniu 1946 roku w Czausach.

## Struktura organizacyjna
- 878 Ostrołęcki, odznaczony Orderem Czerwonego Sztandaru i Orderem Suworowa III klasy Pułk Strzelecki (JW PP 49867)
- 882 odznaczony Orderem Czerwonego Sztandaru, Orderem Kutuzowa III klasy i Orderem Aleksandra Newskiego Pułk Strzelecki (JW PP 41144)
- 885 Olsztyński, odznaczony Orderem Czerwonego Sztandaru, Orderem Suworowa III klasy i Orderem Kutuzowa III klasy Pułk Strzelecki (JW PP 29467)
- 827 pułk artylerii haubic (do 20 listopada 1941); 1420 pułk artylerii lekkiej (22 stycznia 1942 przemianowany na 112 pułk artylerii lekkiej) (poczta polowa 26131)
- 355 samodzielny dywizjon przeciwpancerny (JW PP 14147)
- 374 kompania rozpoznawcza
- 570 batalion saperów (JW PP 01896)
- 723 samodzielny batalion łączności (433 samodzielna kompania łączności)
- 291 batalion medyczno-sanitarny (JW PP 29522)
- samodzielny batalion karabinów maszynowych (JW PP 01875)
- samodzielna kompania szkolna (JW PP 30719)
- 356 samodzielna kompania chemiczna (JW PP 06559)
- 445 kompania transportu samochodowego
- specjalny oddział NKWD (JW PP 28773)
- 508 piekarnia polowa
- 744 dywizyjny lazaret weterynaryjny
- 950 poczta polowa (JW PP 66529)
- 814 polowa kasa Gosbanku (JW PP 38539)

## Dowódcy Dywizji
- płk Nikołaj Riakin (12.07.1941 - 10.01.1942),
- płk Wasilij Chochłow (11.01.1942 - 28.02.1942),
- płk Filipp Poczema (01.03.1942 - 10.05.1942),
- płk Nikołaj Dudnikow (11.05.1942 - 19.07.1942),
- płk Jurij Prokofiew (23.07.1942 - 14.08.1942),
- płk Grigorij Kanaczadze (15.08.1942 - 09.11.1942),
- płk (od 14.02.1943 - generał major) Jurij Prokofiew (10.11.1942 - 04.08.1943),
- płk Izaak Gasparian (05.08.1943 - 24.10.1943),
- płk Siergiej Klimachin (25.10.1943 - 22.12.1943),
- płk (od 22.02.1944 - generał major) Izaak Gasparian (23.12.1943 - 06.11.1944),
- płk Iwan Kalnyj (07.11.1944 - 21.01.1945),
- płk Aleksandr Salnikow (22.01.1945 - 24.01.1945),
- płk Nikołaj Wiaznikowcew (25.01.1945 - do rozwiązania Dywizji).